# قانون توبلر الأول للجغرافيا
إن أول قانون للجغرافيا وفقًا لـ والدو توبلر هو "كل شيء يرتبط بكل شيء آخر ولكن الأشياء الأقرب ترتبط أكثر من الأشياء البعيدة.
تم تضمين هذه الملاحظة في نموذج الجاذبية لتوزيع الرحلة. ويرتبط أيضًا بقانون الطلب، فالتفاعلات بين الأماكن تتناسب عكسيًا مع تكلفة السفر بينهما والذي يشبه إلى حد كبير احتمال شراء كمية من البضاعة الذي يتناسب عكسيًا مع التكلفة.
ويرتبط أيضًا بأفكار قانون الجذب العام لـ إسحاق نيوتن وهو مرادف بشكل أساسي لمفهوم الاعتمادية المكانية الذي يشكل أساس التحليل المكاني.
ويبدو أن الهيكل الرابط لمجموعة مقالات ويكيبيديا ذات الطابع المرتبط جغرافيا متسق مع قانون توبلر الأول للجغرافيا.